# Saint-Martins (Nouveau-Brunswick)
Cet article possède des paronymes, voir Saint-Martin et Martins.
Saint Martins est un ancien village du Nouveau-Brunswick, au Canada. Il fait partie du village de Fundy-St. Martins depuis la réforme de la gouvernance locale du 1er janvier 2023.

## Toponyme
Le village est nommé en l'honneur de Martin de Tours. Au XIXe siècle, le nom d'origine malécite Quaco était aussi couramment utilisé.

## Géographie

### Situation
Le village est situé sur la baie de Fundy. Il est entouré par les collines Calédoniennes et forme une enclave dans la paroisse de Saint Martins.

### Logement
Le village comptait 195 logements privés en 2006, dont 155 occupés par des résidents habituels. Parmi ces logements, 90,3 % sont individuels, 0,0 % sont jumelés, 0,0 % sont en rangée, 6,5 % sont des appartements ou duplex et 6,5 % sont des immeubles de moins de cinq étages. 80,6 % des logements sont possédés alors que 19,4 % sont loués. 87,1 % ont été construits avant 1986 et 9,7 % ont besoin de réparations majeures. Les logements comptent en moyenne 7,3 pièces et 0,0 % des logements comptent plus d'une personne habitant par pièce. Les logements possédés ont une valeur moyenne de 118 680 $, comparativement à 119 549 $ pour la province.

## Histoire
Saint-Martins est fondé en 1783 par le régiment loyaliste démobilisé des King's Orange Rangers. Ce sont des gens du village et des immigrants irlandais qui ont ensuite colonisés les autres localités de la paroisse civile de Saint-Martins. Saint Martins compte un chantier naval important entre 1840 et 1850. En 1879, le premier train circula sur le Chemin de fer St. Martins & Upham. Le service fut interrompu en 1940. Le 31 mai 1900, un incendie détruisit une grande partie du village. Saint-Martins est constitué en municipalité le 9 novembre 1966.

## Démographie
(juillet 2016).
D'après le recensement de Statistique Canada, le village comptait 374 habitants en 2001, comparativement à 386 en 1996, soit une baisse de 3,1 %. La ville compte 204 logements privés, a une superficie de 2,29 km2 et une densité de population de 163,2 habitants au km2.
| 1981 | 1986 | 1991 | 1996 | 2001 | 2006 | 2011 | 2016 |
| ---- | ---- | ---- | ---- | ---- | ---- | ---- | ---- |
| 530  | 435  | 411  | 386  | 374  | 386  | 314  | 276  |

## Administration
(juillet 2016).

### Conseil municipal
Le conseil municipal est formé d'un maire et de 3 conseillers. Le maire Jim Hutges meurt le 23 août 2011. Cet événement et un siège de conseiller vacant force le gouvernement à nommer Sandra J. Roy au poste d'administratrice en attendant la tenue d'une élection partielle. Le conseil municipal actuel est élu lors de l'élection quadriennale du 14 mai 2012.
| Fonctions   | Nom(s)                                                    |
| ----------- | --------------------------------------------------------- |
| Maire       | Bette Ann M. Chatterton                                   |
| Conseillers | Jason W. Garnett, Preston S. MacDonald et James M. Moran. |

|  | Indépendant                | 1995-2001     | Byard A. Moran                  |
|  | Indépendant                | 2001-2011     | Jim Huttges                     |
|  | Gouv. du Nouveau-Brunswick | 2011-2012     | Sandra J. Roy (administratrice) |
|  | Indépendant                | 2012-en cours | Bette Ann M. Chatterton         |

### Commission de services régionaux
Saint-Martins fait partie de la Région 9, une commission de services régionaux (CSR) devant commencer officiellement ses activités le 1er janvier 2013. Saint-Martins est représenté au conseil par son maire. Les services obligatoirement offerts par les CSR sont l'aménagement régional, la gestion des déchets solides, la planification des mesures d'urgence ainsi que la collaboration en matière de services de police, la planification et le partage des coûts des infrastructures régionales de sport, de loisirs et de culture; d'autres services pourraient s'ajouter à cette liste.

### Représentation et tendances politiques
Saint-Martins est membre de l'Union des municipalités du Nouveau-Brunswick.
 Nouveau-Brunswick: Saint-Martins fait partie de la circonscription provinciale de Saint John-Fundy, qui est représentée à l'Assemblée législative du Nouveau-Brunswick par Glen Savoie, du Parti progressiste-conservateur. Il fut élu lors de l'élection de 2010.
 Canada: Saint-Martins fait partie de la circonscription fédérale de Fundy Royal, qui est représentée à la Chambre des communes du Canada par Rob Moore, du Parti conservateur. Il fut élu lors de la 38e élection générale, en 2004, puis réélu en 2006 et en 2008.

### Chronologie municipale
La paroisse de Saint-Martins fut l'une des 36 paroisses du Nouveau-Brunswick créées à l'origine en 1786. La paroisse d'Alma, dans le comté d'Albert, fut créée en 1855 à partir de portion de la paroisse de Saint-Martins et de la paroisse d'Harvey. Le comté de Saint-Jean fut constitué en municipalité vers les années 1870. La municipalité de comté fut dissoute le 9 novembre 1966. La paroisse de Saint-Martins devint un district de services locaux (DSL) au même moment. Le village de Saint-Martins fut séparé de la paroisse en 1967.

## Économie
Entreprise Saint-Jean, membre du Réseau Entreprise, a la responsabilité du développement économique.
Saint Martins possédait autrefois des chantiers navals ayant construit plus de 500 navires à voile entre 1803 et 1900.

## Vivre à Saint-Martins

Cavernes de Saint Martins

L’école St. Martins accueille les élèves de la maternelle à la 8e année. C'est une école publique anglophone faisant partie du district scolaire #8.
Le village est inclus dans le territoire du sous-district 9 du district scolaire Francophone Sud. L'école Samuel-de-Champlain de Saint-Jean est l'établissement francophone le plus proche alors que les établissements d'enseignement supérieurs les plus proches sont dans le Grand Moncton.
La route 111 traverse le village. Saint-Martins possède aussi un bureau de poste, une caserne de pompiers et un poste d'Ambulance Nouveau-Brunswick. Le détachement de la Gendarmerie royale du Canada le plus proche est à Hampton.

### Médias
Les anglophones bénéficient du quotidien Telegraph-Journal, publié à Saint-Jean. Les francophones bénéficient quant à eux du quotidien L'Acadie nouvelle, publié à Caraquet, de l'hebdomadaire L'Étoile, de Dieppe, et du mensuel Le Saint-Jeannois, de Saint-Jean.
L'hebdomadaire Weekly Gazette fut publié à Saint-Martins entre 1907 et 1908. Le mensuel Sea Side News parut seulement en 1972

### Religion
L'église Holy Trinity est une église anglicane.

## Culture

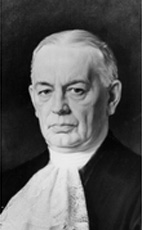
Walter Edward Foster

### Langues
Selon la Loi sur les langues officielles, Saint-Martins est officiellement anglophone puisque moins de 20 % de la population parle le français.

### Personnalités
- Ingraham Ebenezer Bill (né à Billtown en 1805, mort à Saint Martins en 1891), prêtre, journaliste et auteur.
- Walter Edward Foster, né en 1873 à Saint-Martins.

### Architecture et monuments
Deux ponts couverts traversent la rivière Irish à l'extrémité est du village. Le plus en amont fut construit en 1946 et mesure 21,9 mètres de long. Celui en aval fut construit en 1935 et mesure 21,8 mètres de long.

### Musée
Le musée Quaco possède une collection de souvenirs et d'objet datant de l'époque des chantiers navals de Saint Martins.